# Агульяс (плато)

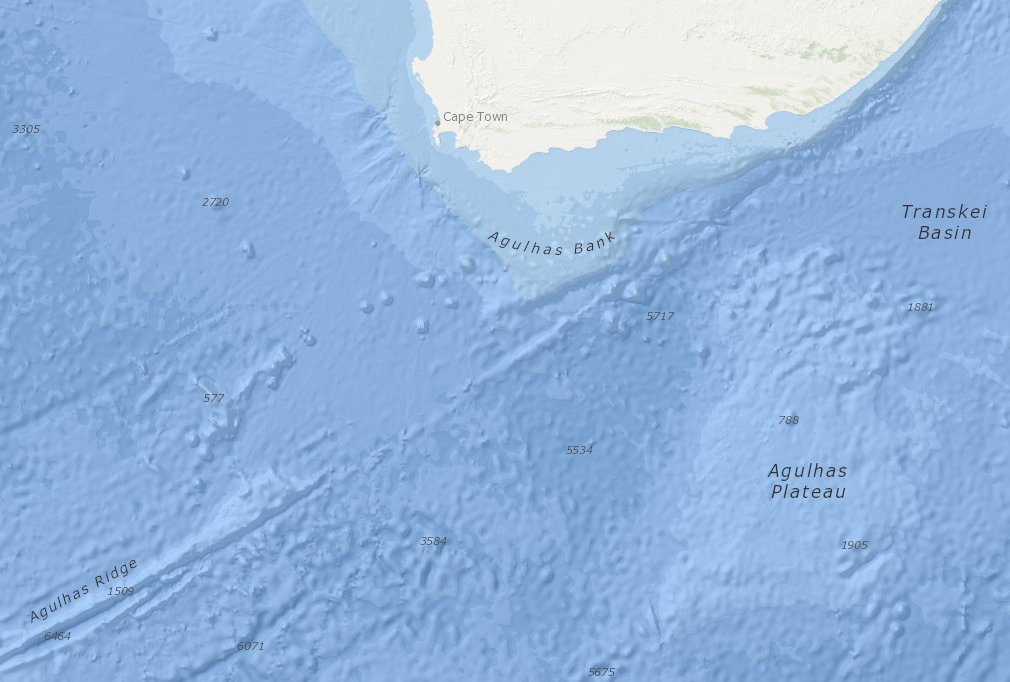
плато на мапі

Плато Агульяс — океанічне плато, розташоване на південному заході Індійського океану приблизно за 500 км на південь від Південної Африки. Це залишок південно-східноафриканської великої трапової провінції (англ. Large igneous province, LIP), яка утворилася 140 — 95 млн років тому біля трійника, коли Гондвана розпалася на Антарктиду, Південну Америку та Африку. Плато сформувалося 100 — 94 млн років тому разом із височиною Північно-Східна Джорджія та височиною Мод (нині розташовані поблизу Фолклендських островів та Антарктиди відповідно), коли регіон перетинала гаряча точка Буве.

## Геологія

### Історія досліджень
Плато Агульяс є однією з ключових структур при реконструкції руйнації Гондвани. Вперше було нанесено на карту в 1964 р. (тобто частиною того, що стане картою Гізен-Тарпа океанічного дна світу, нарешті опублікованої в 1977 р.), але його склад кори, палеопозиція та геологічне походження залишалися не дослідженими протягом десятиліть
Межа між земною корою та мантією (поверхня Мохоровичича) піднімається з 25 до 15 км між банкою Агульяс (на південь від Південної Африки) та проходом Агульяс (на південь від берега), типовим переходом континент-океан. Прохід Агульяс складається з океанічної кори віком 120—160 млн років, тоді як плато Агульяс віком 100-80 млн років та піднімається на 2,5 км над навколишнім дном океану, тоді як поверхня Мохо опускається на 20-22 км нижче нього.
Морфологія фундаменту під північчю плато не є постійним, що свідчить про океанічне походження. Але фундамент під півднем плато є рівним, що трактується як свідчення можливого континентального походження. Буріння Ocean Drilling Program на височині Північно-Східна Джорджія (північний схід від Південної Джорджії показало, що плато Агульяс і височина сформовані разом і повинні мати океанічне походження. Деякі дослідники, тим не менше, залишалися впевненими, що плато хоча б частково має континентальне походження Деілька десятиліть аналіз даних геоїду, MAGSAT, гравітаційних та магнітних аномалій, зібраних на плато, використовувався як аргументи як для океанічного, так і для континентального походження.
Uenzelmann-Neben, Gohl та Ehrhardt, 1999 нарешті змогли представити сейсмічні докази, які показали, що плато Агульяс — велика магматична провінція (LIP), повністю утворена з океанічної кори.

### Велика магматична провінція
Плато Агульяс — центр масштабного вулканізму, який розпочався у морі Лазарева (сьогодні біля Антарктиди) з утворенням базальтів Кару 184 млн років тому. Цей процес продовжувався утворенням Мозамбіцького хребта (MOZR) — плато Агульяс, 140-95 млн років тому. Це утворення збігається з утворенням плато Кергелен. MOZR утворено 140—122 млн років тому і, ймовірно, досягло максимального рівня близько 120 млн років тому, тоді як зона спредінгу між Африкою та Антарктидою знаходилася під її східним краєм.
Південний Атлантичний океан розпочав відкриватися 130 млн років тому, коли Фолклендське плато рухалося на захід уздовж того, що перетворювалося на зону розлому Агульяс-Фолкленд (AFFZ). Услід за Фолклендським нагір'ям, під час крейдової геомагнітної інверсії, спочатку сформувалася долина Натал, потім басейн Транскей, процес завершився 90 млн років тому
Процес продовжився формуванням плато Агульяс — височина Північно-Східної Джорджії — Мод LIP (AP-NEGR-MR LIP або LIP Південно-Східної Африки) наприкінці раннього крейдяного періоду (100 млн років тому).. AP-NEGR-MR LIP утворився, коли регіон пройшов через точку Буве. близько 94 млн років тому основне виверження закінчилося, і спредінг морського дна відірвало NEGR та MR від АР. До цього поділу AP-NEGR-MR LIP складався з 1,2 × 106 км² океанічного плато.
MOZR і AP сьогодні з'єднані височиною Транскей, яка здіймається на 500—1000 м над ложем океану. Вважається, що ця височина є результатом безперервного, але зменшеного вулканізму протягом періоду 20 мільйонів між утворенням MOZR-AP LIP та AP-NEGR-MR LIP.
Вулканічні шари на півдні плато Агульяс, згодом перекриті відкладеннями, в яких сліди суб-ареальних або мілководних морських ерозій свідчать про те, що плато було трохи нижче рівня моря.
Південна Африка пережила два періоди ерозії та денудації в період ранньої та середньої крейди. Рушійні сили цих подій недостатньо зрозумілі, але обидва періоди збігаються з формуванням LIP: перший період (130—120 млн років тому) збігається з початковими етапами розпаду Гондвани, а другий період (100-90 млн років тому) з формування LIP Агульяс. Ці дві події призвели до мезозойського підняття півдня Африки

## Океанографія
Антарктичні придонні води (англ. Antarctic bottom water, AABW) течуть на північний схід у басейн Транскей, через прохід Агульяс та південний край плато Агульяс. Потім AABW впадає у Мозамбіцьку котловину. Палеокеанографічні дані свідчать про наявність прото-AABW під час олігоцену (34-23 Ма), і що прото-AABW зазнав збільшення потужності 15 млн років тому і було відхилено на південь внаслідок збільшення потужності Північноатлантичних глибинних вод (NADW). NADW тече на північ від плато Агульяс через прохід Агульяс у котловину Транскей, де розгалужується на дві частини — в долину Натал та Індійський океан
Антарктичні проміжні води (AAIW) беруть свій початок на водній поверхні навколо Антарктиди і течуть на північ до Індійського океану. На глибинах 1500 м течуть на захід уздовж африканського східного узбережжя та банки Агульяс, а потім відбиваються назад на схід через плато Агульяс в Індійський океан
Течія Агульяс, західна пригранична течія Індійського океану, різко відбивається в Індійський океан на південний захід від Південної Африки і стає Зворотною течією Агульяс. Над плато Агульяс зворотний струм утворює велику північну петлю, щоб обійти його.